# Ekvtimé Takhaïchvili
Ekvtimé Takhaïchvili (géorgien : ექვთიმე თაყაიშვილი), né le 3 janvier 1863 à Likhaouri (gouvernement de Koutaïssi, Empire russe) et  mort le 21 février 1953  à Tbilissi (République socialiste soviétique de Géorgie), était un historien, archéologue et homme politique géorgien. Exilé en France de 1921 à 1945 avec le gouvernement de la République démocratique de Géorgie, il y fut le gardien de son trésor national.

## Biographie

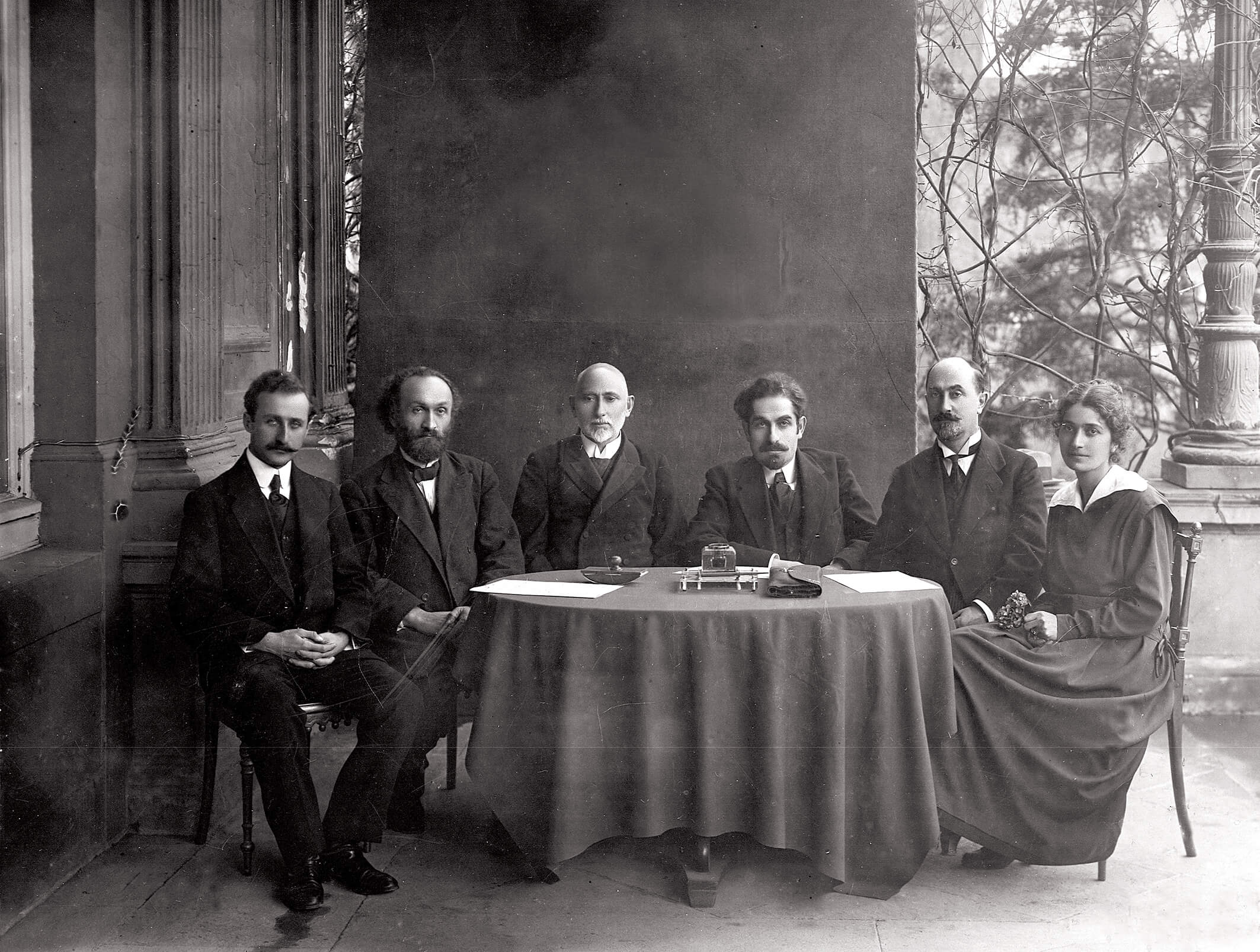
Une Commission de l'Assemblée constituante de Géorgie de 1918, où figure Ekvtimé Takhaïchvili.

### Études et ethnographie
Après des études à l'université de Saint-Pétersbourg, il enseigna l'histoire à Tiflis (entre autres au lycée pour les enfants de la noblesse) et s'investit dans la Société d'Histoire et d'Ethnographie de Géorgie, dont il prit la direction. Il entreprit ensuite des voyages d'étude et des fouilles archéologiques dans ce qui était le Royaume des Kartvels et qui se trouve aujourd'hui en Turquie : cathédrale de Banak, églises et monastère du défilé de Kakhouli, église d'Ekek, cathédrale d'Ochki, église d'Ichkhan, basilique de Parhal. Il fut aussi l'un des premiers à dater correctement les vestiges de Vani.

### Politique
Après la révolution de février 1917 et l'éphémère République démocratique fédérative de Transcaucasie début 1918, la Géorgie devint indépendante ; il fut l'un des cofondateurs de l'université de Tiflis.
En 1919, Ekvtimé Takhaïchvili fut élu à l'Assemblée constituante de Géorgie au titre de l'opposition nationale-démocrate et en devint l'un des vice-présidents, aux côtés du président Nicolas Tchéidzé.
Lors de l'invasion soviétique de la Géorgie, l'assemblée vota l'expatriation du trésor national géorgien le 16 mars 1921 et le confia à Ekvtimé Takhaïchvili, qui ne partageait pas cette position, mais accepta.

### Exil et départ du trésor national
Le lendemain, il le transporta de Batoumi à Constantinople sur le croiseur cuirassé Ernest Renan, puis il l'achemina à Marseille sur le navire hôpital Biên Hòa (qui doit son nom à la ville Biên Hòa).
Composé de 39 caisses, ce trésor fut transféré dans un coffre-fort de la Banque nationale. Il contenait : « des anciens manuscrits, des icones ciselées d'or et d'argent dont l'origine remonte pour certaines au VIIe siècle, des émaux cloisonnés qui ne se fabriquait plus que dans 3 pays du monde, des vestiges archéologiques et beaucoup d'autres trésor d'une valeur inestimable ». Ekvtimé Takhaïchvili garda intègre ce trésor et refusa les offres d'achat qu'émirent différents musées, n'autorisant même pas qu'ils fussent photographiés, alors que les Géorgiens exilés connaissaient des difficultés économiques.
En 1927, Ekvtimé Takhaïchvili fut l'un des sept membres initiaux de la Société Civile Immobilière Le Foyer géorgien, propriétaire de la résidence d'exil en France de la République démocratique de Géorgie, aux côtés de représentants sociaux-démocrates et sociaux-fédéralistes.
En 1933, à la suite de la reconnaissance officielle de l'URSS par les États-Unis et la Société des Nations, le gouvernement géorgien en exil ne fut plus considéré comme représentatif et l'État français prit possession des biens par l'intermédiaire de Pierre Jaudon, qui aurait ensuite aidé Ekvtimé Takhaïchvili à les cacher pendant la Seconde Guerre mondiale.

### Retour d'exil avec le trésor national
Ce n'est qu'après la Seconde Guerre mondiale, le 11 avril 1945, qu'Ekvtimé Takhaïchvili revient sur sa terre natale, convoyant en retour le Trésort national géorgien, muni d'une garantie écrite du général de Gaulle et de Staline.
Il mourut à Tbilissi, sans jamais avoir été inquiété par les autorités soviétiques.

## Galerie
Photos et documents issus des voyages d'étude d'Ekvtimé Takhaïchvili.

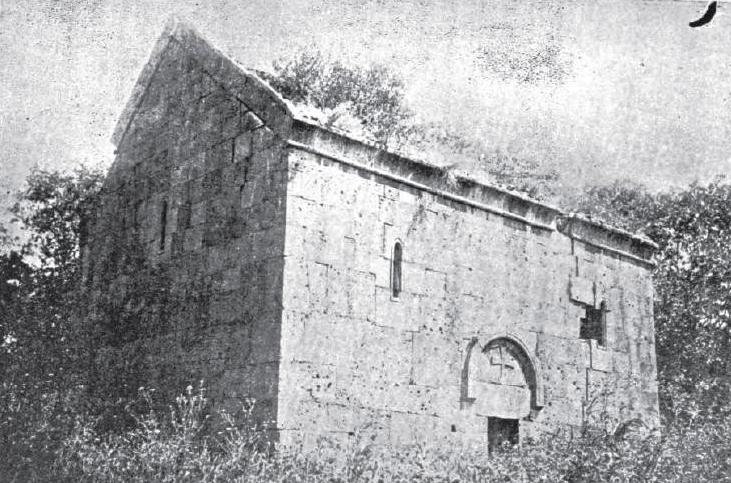
Église médiévale de la région de Basse Kartlie. Photographie de 1904
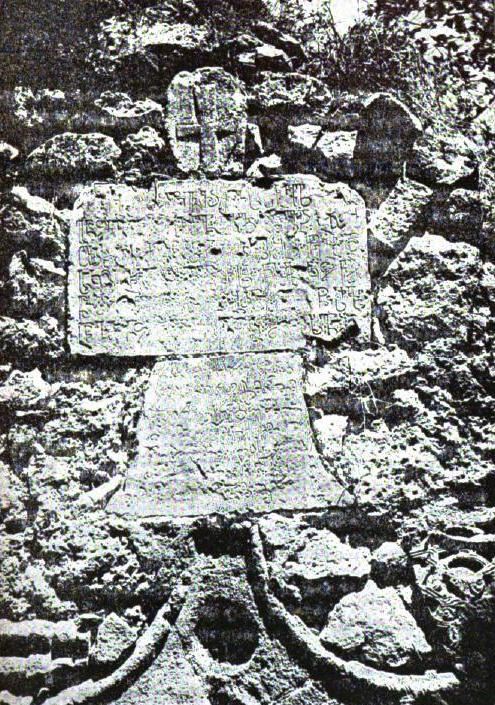
Détail de l'église précédente, inscription en alphabet asomtavruli
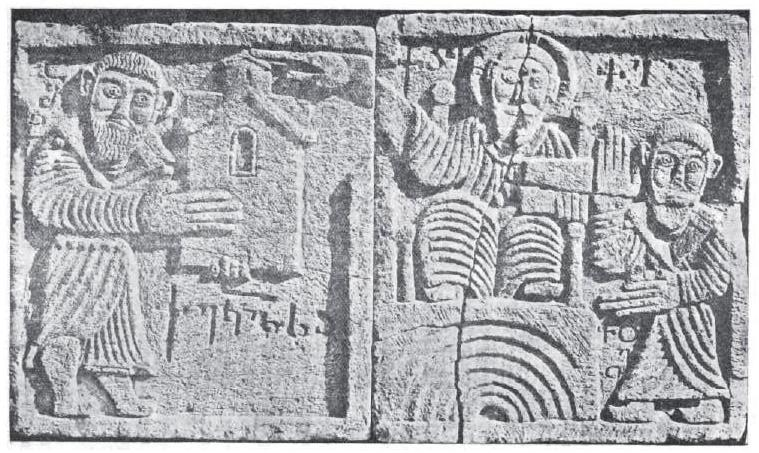
Bas-relief représentant des rois Bagratides. Photographie de 1905
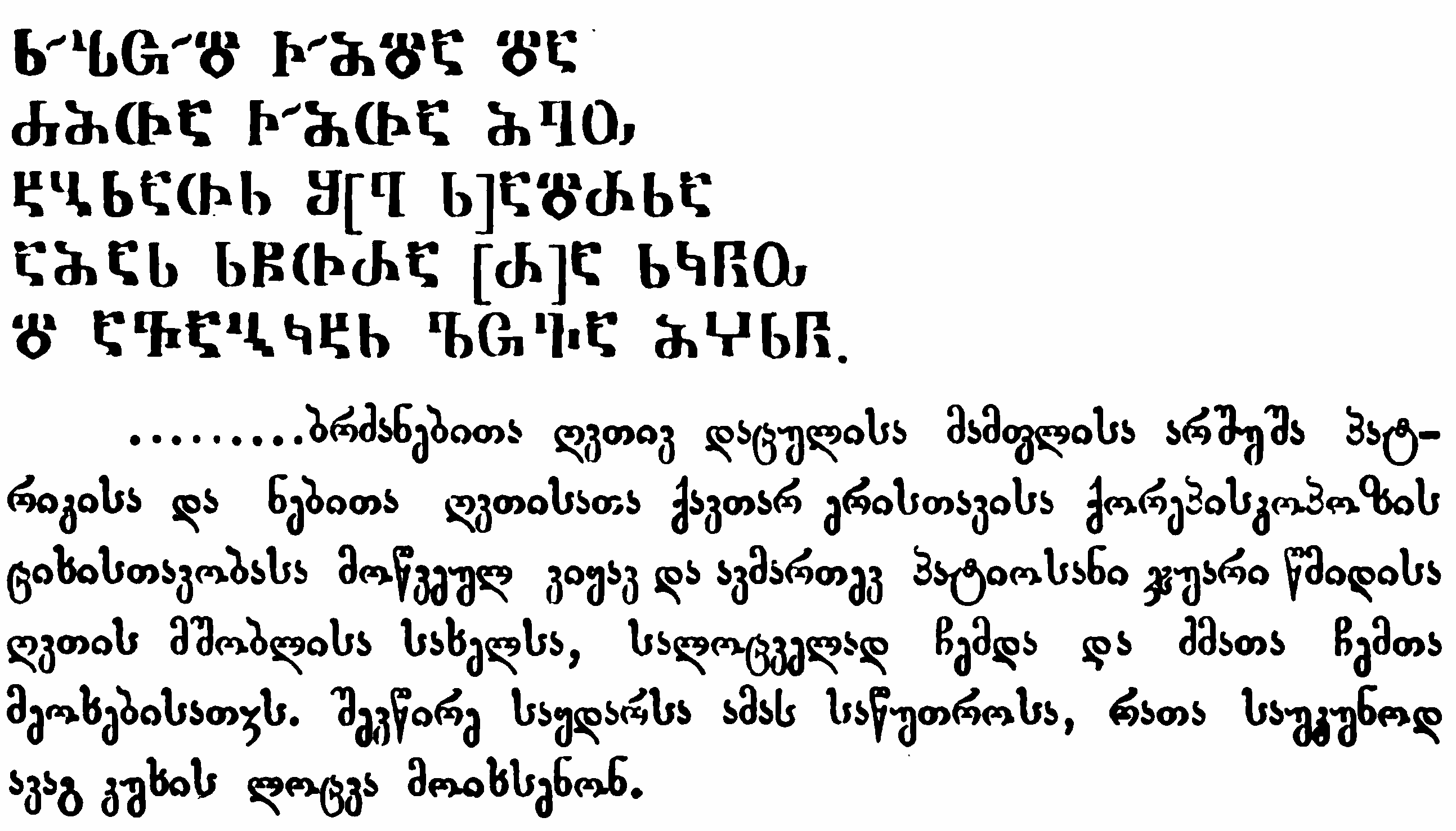
Inscription en alphabet asomtavruli rendue en alphabet mkhedruli par Ekvtimé Takhaïchvili
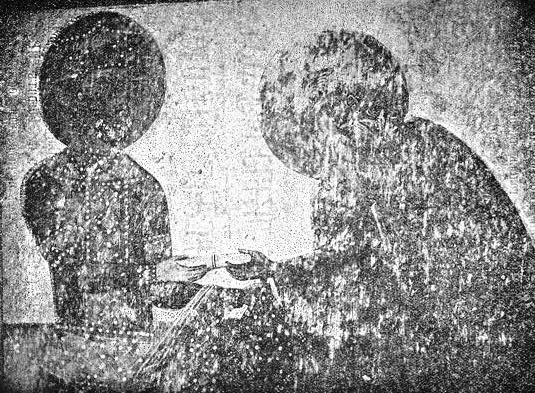
Photographie d'une fresque du XVIe siècle du monastère de Zarzma
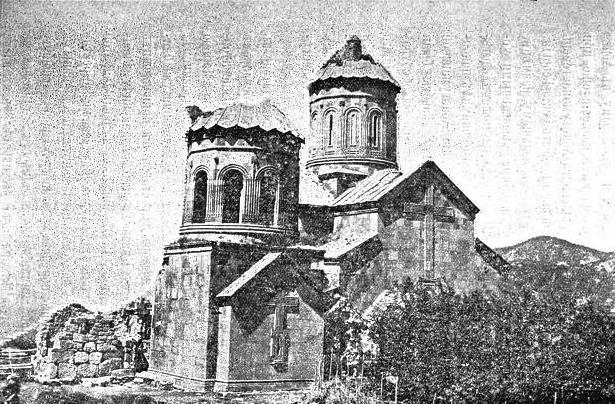
Le monastère de Zarzma

## Postérité
- En 2013, l'UNESCO célébra au Simon Janashia Museum de Géorgie le 150e anniversaire de sa naissance et le catalogue de l'exposition lui fut dédié[12].

## Sources
- (en) Cet article est partiellement ou en totalité issu de l’article de Wikipédia en anglais intitulé « Ekvtime Takaishvili » (voir la liste des auteurs).
  - (ru) Такаишвили, Эквтиме. Люди и судьбы. Биобиблиографический словарь востоковедов - жертв политического террора в советский период (1917-1991). Изд. подготовили Я. В. Васильков, М. Ю. Сорокина. СПб.: Петербургское Востоковедение, 2003. 496 с.